# چال (دنیزلی)
چال (به ترکی استانبولی: Çal) یک منطقهٔ مسکونی و شهرستان در ترکیه است که در استان دنیزلی واقع شده‌است.